# Klaes Karppinen
Klaes Karppinen (ur. 9 października 1907 w Kirkkosalmi, zm. 24 stycznia 1992 w Iisalmi) – fiński biegacz narciarski, złoty medalista olimpijski oraz dziesięciokrotny medalista mistrzostw świata.

## Kariera
Igrzyska w Garmisch-Partenkirchen w 1936 roku był pierwszymi i zarazem ostatnimi igrzyskami w jego karierze. Wspólnie z Sulo Nurmelą, Mattim Lähde i Kalle Jalkanenem zdobył złoty medal w sztafecie 4 × 10 km. Na tych samych igrzyskach zajął także piąte miejsce w biegu na 50 km techniką klasyczną.
W 1934 roku wystartował na mistrzostwach świata w Sollefteå. Wraz z Sulo Nurmelą, Marttim Lappalainenem i Velim Saarinenem triumfował w sztafecie. Zajął także piąte miejsce w biegu na 18 km techniką klasyczną. Rok później, podczas mistrzostw świata w Vysokich Tatrach zdobył złoty medal w biegu na 18 km, a na dystansie 50 km stylem klasycznym był drugi, wyprzedził go jedynie Nils-Joel Englund ze Szwecji. Ponadto Finowie w składzie: Mikko Husu, Klaes Karppinen, Väinö Liikkanen i Sulo Nurmela obronili tytuł mistrzów świata w sztafecie zdobyty rok wcześniej. Na mistrzostwach świata w Chamonix w 1937 roku razem z Pekką Niemim, Jussim Kurikkalą i Kalle Jalkanenem zdobył kolejny medal w sztafecie, tym razem srebrny. Indywidualnie był także drugi w biegu na 50 km, w którym wyprzedził go tylko Pekka Niemi. Na tym samym dystansie zajął piąte miejsce podczas mistrzostw świata w Lahti w 1938 roku. Na tych samych mistrzostwach Finowie biegnący w składzie: Jussi Kurikkala, Martti Lauronen, Pauli Pitkänen i Klaes Karppinen po raz kolejny zdobyli złoty medal w sztafecie. Ostatnią międzynarodową imprezą Karppinena były mistrzostwa świata w Zakopanem w 1939 roku. Indywidualnie zdobył srebrne medale w biegach na 18 i 50 km stylem klasycznym. W pierwszym biegu wyprzedził go Jussi Kurikkala, a w drugim lepszy było tylko Lars Bergendahl z Norwegii. Co więcej wspólnie z Paulim Pitkänenem, Olavim Alakulppim i Eino Olkinuorą zdobył swój czwarty złoty medal w sztafecie i zarazem piąty złoty medal mistrzostw świata w karierze.
Znacznie mniejszy dorobek zgromadził na mistrzostwach Finlandii – jedyny raz mistrzem kraju został w 1941 roku w sztafecie.

## Osiągnięcia

### Igrzyska olimpijskie
| Miejsce | Dzień     | Rok  | Miejscowość            | Konkurencja             | Wynik   | Strata | Zwycięzca    |
| ------- | --------- | ---- | ---------------------- | ----------------------- | ------- | ------ | ------------ |
| 1.      | 10 lutego | 1936 | Garmisch-Partenkirchen | Sztafeta 4 × 10 km      | 2:41:33 | -      | -            |
| 5.      | 15 lutego | 1936 | Garmisch-Partenkirchen | 50 km stylem klasycznym | 3:30:11 | +9:22  | Elis Wiklund |

### Mistrzostwa świata
| Miejsce | Dzień     | Rok  | Miejscowość   | Konkurencja             | Czas biegu | Strata | Zwycięzca         |
| ------- | --------- | ---- | ------------- | ----------------------- | ---------- | ------ | ----------------- |
| 5.      | 22 lutego | 1934 | Sollefteå     | 18 km stylem klasycznym | 1:04:29    | +1:46  | Sulo Nurmela      |
| 1.      | 25 lutego | 1934 | Sollefteå     | Sztafeta 4 × 10 km      | 2:40:28    | -      | -                 |
| 1.      | 15 lutego | 1935 | Wysokie Tatry | 18 km stylem klasycznym | 1:27:50    | -      | -                 |
| 2.      | 17 lutego | 1935 | Wysokie Tatry | 50 km stylem klasycznym | 4:14:23    | +12:19 | Nils-Joel Englund |
| 1.      | 18 lutego | 1935 | Wysokie Tatry | Sztafeta 4 × 10 km      | 2:42:30    | -      | -                 |
| 16.     | 14 lutego | 1937 | Chamonix      | 18 km stylem klasycznym | 1:11:21    | +8:09  | Lars Bergendahl   |
| 2.      | 16 lutego | 1937 | Chamonix      | 50 km stylem klasycznym | 3:36:58    | +7:01  | Pekka Niemi       |
| 2.      | 18 lutego | 1937 | Chamonix      | Sztafeta 4 × 10 km      | 3:06:07    | +0:57  | Norwegia          |
| 14.     | 25 lutego | 1938 | Lahti         | 18 km stylem klasycznym | 1:09:37    | +3:06  | Pauli Pitkänen    |
| 5.      | 27 lutego | 1938 | Lahti         | 50 km stylem klasycznym | 4:06:09    | +8:05  | Kalle Jalkanen    |
| 1.      | 28 lutego | 1938 | Lahti         | Sztafeta 4 × 10 km      | 2:38:42    | -      | -                 |
| 2.      | 15 lutego | 1939 | Zakopane      | 18 km stylem klasycznym | 1:05:30    | +0:35  | Jussi Kurikkala   |
| 2.      | 17 lutego | 1939 | Zakopane      | 50 km stylem klasycznym | 2:57:43    | +2:44  | Lars Bergendahl   |
| 1.      | 19 lutego | 1939 | Zakopane      | Sztafeta 4 × 10 km      | 2:08:35    | -      | -                 |